# Piccola Montagna
Piccola Montagna (Dohasan) (1790/1795 circa – 1866) è stato un famoso guerriero e capo Kiowa.
Figlio di un capo chiamato Montagna (Doha) e capo guerriero appartenente, come il coeataneo e sodale Orso Seduto (Satank) alla ristretta ed elitaria società militare Koitsenko, fu scelto per succedere come capo supremo dei Kiowa a Uomo dell'Isola (A'date) nella tarda primavera 1833, quando gli Osage assalirono, in assenza della maggioranza dei guerrieri, il villaggio di A'date presso l'Otter Creek, nella regione del basso corso del Washita River, compiendo un massacro e impadronendosi di uno dei Tai'me (idoli sacri) dei Kiowa sicché A'date fu destituito dal comando.

## Contesto storico
Nel luglio 1834 i colonnelli Henry Dodge (1° Dragoni), Stephen Watts Kearney e Henry Leavenworth, partiti da Fort Gibson al comando di una spedizione di 400 dragoni si inoltrarono nel territorio indiano per prendere contatto con i Comanche e i Kiowa e, divisa la spedizione sul Washita River, Dodge e Kearney, avendo proseguito con 250 uomini dando appuntamento a Leavenworth a Cross Timbers, si incontrarono con i Kiowa, salvando a stento alcuni scouts Osage di Fort Gibson, che accompagnavano la spedizione e restituendo una ragazza catturata dagli Osage l'anno precedente, così instaurando buoni rapporti con Piccola Montagna, prima di incontrare il capo dei Comanche settentrionali,  Grande Aquila (Tawaquenah) (23/7); la spedizione rimase con i Kiowa e i Comanche per qualche tempo, prima di tornare (giunta la notizia della morte del col. Leavenworth e di altri 10 o 15 uomini rimasti sul Washita) a Camp Holmes (10/8), e poi a Fort Gibson (25/8), decimati dalle febbri.
Il 26/5/1837 una delegazione Kiowa presieduta da Piccola Montagna si recò a Fort Gibson, dove stipulò un trattato di amicizia cogli U. S. A., concedendo ai cittadini statunitensi il permesso di attraversare i territori di caccia degli Indiani per recarsi nel Texas o nel Messico, e ammettendo uguali diritti di caccia per tutti, bianchi e Indiani delle varie nazioni, nelle praterie meridionali poste sotto la "giurisdizione" federale.
Nell'estate 1839 una delegazione di capi Comanche e Kiowa (rispettivamente guidati da Grande Aquila e Piccola Montagna) si recò a Fort Gibson per incontrarsi col successore del col. A. P. Chouteau, defunto comandante del forte; nell'occasione Piccola Montagna e altri, caldeggiarono la costruzione di un trading post sul South Canadian River (Adobe Fort, di William Bent).

## Grande alleanza nelle pianure meridionali
Nel frattempo, lo scacco subito dai Comanche e dai Kiowa sul Wolf Creek (1838) in seguito all'attacco degli Cheyenne e degli Arapaho, che permise a costoro di consolidare le proprie posizioni sui confini settentrionali degli alleati Kiowa e Comanche, creò i presupposti (insieme all'epidemia di vaiolo dell'inverno 1839-1840) per la stipulazione, nell'estate o nell'autunno 1840, della pace e di una salda alleanza fra i due gruppi: il capo Arapaho Piccola Cornacchia (Hosa) approfittò infatti della contemporanea presenza al suo accampamento di un gruppo di visitatori Kataka (essendo frequenti i matrimoni misti fra Kataka e Arapaho ed essendo lo stesso Piccola Cornacchia sposato con una donna Kataka) e di un gruppo di guerrieri Cheyenne per promuovere un concilio fra i due gruppi di nazioni, ottenendo il consenso dei vari interlocutori; Piccola Montagna guidò la delegazione dei Kiowa, che comprendeva Orso Seduto (Satank) (uno dei principali promotori della pace) e altri capi Kiowa e Kataka; gli stessi Piccola Montagna e Orso seduto presiedettero, per la parte dei Kiowa (e Kataka) e Comanche, il grande concilio tra le quattro nazioni sul Two Butte Creek. Nell'estate 1840 i Kiowa (e Kataka) parteciparono all'incursione in forze effettuata dai Comanche (guidati da Gobba-di-Bisonte (Pocheha-quehip), Lupo Giallo (Isa-viah), Santa Anna e, verosimilmente, Albero Alto (Huupi-pahati), Testa rasata (Wuleaboo), Casacca-di-Ferro (Pohebits-quasho), Dieci Orsi (Parra-wasamen) nel Texas per vendicare il tradimento commesso dai Texani a San Antonio, raggiungendo il Golfo del Messico e battendosi coi Texani a Victoria e Indianola.

## Invasione e lotta per la libertà
Nel 1845 alcuni importanti capi Comanche, Kiowa (e Kataka) (fra i quali Piccola Montagna come capo-delegazione), Cheyenne e Arapaho furono invitati a visitare Washington, e una delegazione composta di 41 capi fu accompagnata a Washington, incontrando anche il Presidente James Polk.
Nell'estate 1851 Piccola Montagna guidò una spedizione coinvolgente tutte le bande Kiowa e gli alleati Comanche contro i Pawnee, ingaggiando battaglia in vicinanza delle sorgenti del Medicine Lodge Creek, nel Kansas, e infliggendo al nemico perdite gravissime.
Nell'estate 1853 i Kiowa e i Comanche concordarono (27/7/1853) un nuovo trattato, per il quale gli Indiani concedevano agli Statunitensi il diritto di costruire piste, di stabilire depositi e stazioni e di proteggere gli emigranti che transitassero sul territorio Comanche e Kiowa, mentre il Governo federale si impegnava a distribuire agli Indiani merci, provviste, strumenti agricoli e altri beni per un valore di 18.000 dollari annuali, per un periodo di cinque anni o più lungo, finché il Presidente lo ritenesse necessario o opportuno; il trattato fu firmato a Fort Atkinson da Testa Rasata, Dieci Orsi (Parrawasamen, erroneamente trascritto come Parosawano e tradotto come Dieci Bacchette) per i Comanche, Piccola Montagna e Orso Seduto, nonché alcuni capi minori, per i Kiowa, e Lupo Povero (Si-tah-le) per i Kataka. Dopo che, nel 1854, il Governo texano ebbe assegnato ai Comanche una riserva (18.576 acri) sul Clear Fork del Rio Brazos, l'agente indiano Robert Neighbors riuscì a condurre in visita ai Penateka Comanche là insediati alcuni capi Comanche e Kiowa, ma l'iniziativa si risolse in un sostanziale fallimento.
Nel 1857, a Hueco Tanks (non lontano da El Paso Norte), Piccola Montagna inflisse una pesante sconfitta ai Messicani, che avevano inseguito i Kiowa oltre il confine texano nell'illusione di stroncarli e subirono, invece, gravi perdite in termini di morti e feriti.
Piccola Montagna era ormai un capo ben noto anche alle Autorità statunitensi, che, nel tardo 1859, in considerazione dell'ormai prevedibile guerra civile, tentarono di acquisire la benevolenza dell'ormai anziano capo inviandogli in dono tra l'altro, tramite il magg.
John Sedgwick una vecchia ambulanza dell'Esercito per favorirlo negli spostamenti (non sapendo guidare il carro, Piccola Montagna sedeva a cassetta mentre due giovani guerrieri stavano in groppa ai cavalli del traino, guidandoli secondo la sua volontà).
Il 3/11/1864 partì da Cimarron (Nuevo Mexico) una spedizione agli ordini del col. Kit Carson, con cinque compagnie di cavalleria e due compagnie di fanteria (per un totale di 321 militari di truppa e 14 ufficiali), equipaggiate con due obici da montagna da 12 libbre, e circa 100 scouts Indiani (72 Ute e circa 30 Jicarilla Apache), muovendo verso il Canadian River; gli uomini di Carson trovarono i Comanche e i Kiowa accampati ad Adobe Walls, e attaccarono investendo per prima cosa l'accampamento dei Kiowa di Piccola Montagna, di cui distrussero 176 tepee e tutte le provviste invernali, uccidendo circa 60 Indiani e ferendone circa 150 (o, secondo i calendari Kiowa, uccidendone cinque, tra i quali una donna e un vecchio, e ferendone alcuni altri), ma furono costretti a una veloce ritirata dall'intervento dei Comanche e dal contrattacco guidato da Kiowa (Set-imkia) e Orso Macilento (Set-tadal, evidentemente identificabile con Kou-zhon-ta-co, secondo la traduzione del nome dalla lingua Kiowa a quella Kataka), trovandosi di fronte circa 1.000 guerrieri (o, più verosimilmente, alcune centinaia) (24-27/11/1864): due bianchi e un Ute furono uccisi e 10 bianchi (o 21) e cinque Ute furono feriti (alcuni mortalmente).
Piccola Montagna non nutriva eccessiva fiducia nella possibilità di opporsi ai bianchi con la forza e preferiva tentare di trovare un modus vivendi con costoro, e in tal senso il suo antico sodalizio con Orso Seduto, fautore di una resistenza assai meno conciliante, conobbe contrasti di posizioni tra i due vecchi compagni.
Nel luglio 1865 una delegazione Kiowa (probabilmente ispirata piuttosto da Piccola Montagna che da Orso Seduto) si presentò al col. Jesse H. Leavenworth presso lo sbocco dell'Arkansas River, 30 miglia a sud di Fort Zarah, recando profferte di pace, e il gen. John B. Sanborn si dichiarò pronto a sospendere i movimenti delle proprie truppe durante le trattative, ma il magg. gen. Dodge inviò a Leavenworth copia di un ordine del Segretario di Stato per gli affari Interni, James Harlan, con data 11/7/1865 che proibiva ogni trattativa tra gli agenti indiani e le nazioni indiane non autorizzata dai competenti ufficiali dell'Esercito:
Ormai terminata la Guerra Civile, dopo avere siglato analoghi accordi con gli Cheyenne e gli Arapaho (14/10), il 17/10 e il 18/10 i delegati di Washington (gen. John B. Sanborn, gen. William S. Harney, James Steele, rappresentante dell'Ufficio Affari Indiani, Thomas Murphy, soprintendente indiano, K. Carson, W. Bent, J. H. Leavenworth) stipularono un nuovo trattato coi Kataka (17/10) e Kiowa e coi Comanche (delle divisioni Penateka, Nokoni - e Tanima e Tenawa, ormai confluiti nella divisione maggiore -, Yamparika) (18/10): per i Kiowa firmarono Dohasan, Guipago, Satanta, Tene-angopte, Zepko-ete, Set-imkia, nonché alcuni capi minori), mentre per i Kataka firmò il trattato Set-tadal (forse erroneamente indicato come Pawnee = Uomo Povero).

## Morte e successione
All'inizio del 1866 Piccola Montagna morì e la guida dei Kiowa passò a Lupo Solitario (nipote e successore ufficiale del vecchio capo supremo e già noto capo di guerra), Orso Bianco (capo di guerra particolarmente noto fra i bianchi anche come oratore) e Uccello Scalciante (principale esponente della fazione "pacifista" all'interno della nazione), mentre l'anziano Orso Seduto, capo dei Koitsenko si dimostrò completamente disinteressato a contrapporre il proprio prestigio a quello dei più giovani Lupo Solitario e Orso Bianco, la cui fama era ormai diffusa fra tutte le nazioni delle pianure.